# Renata Świerczyńska

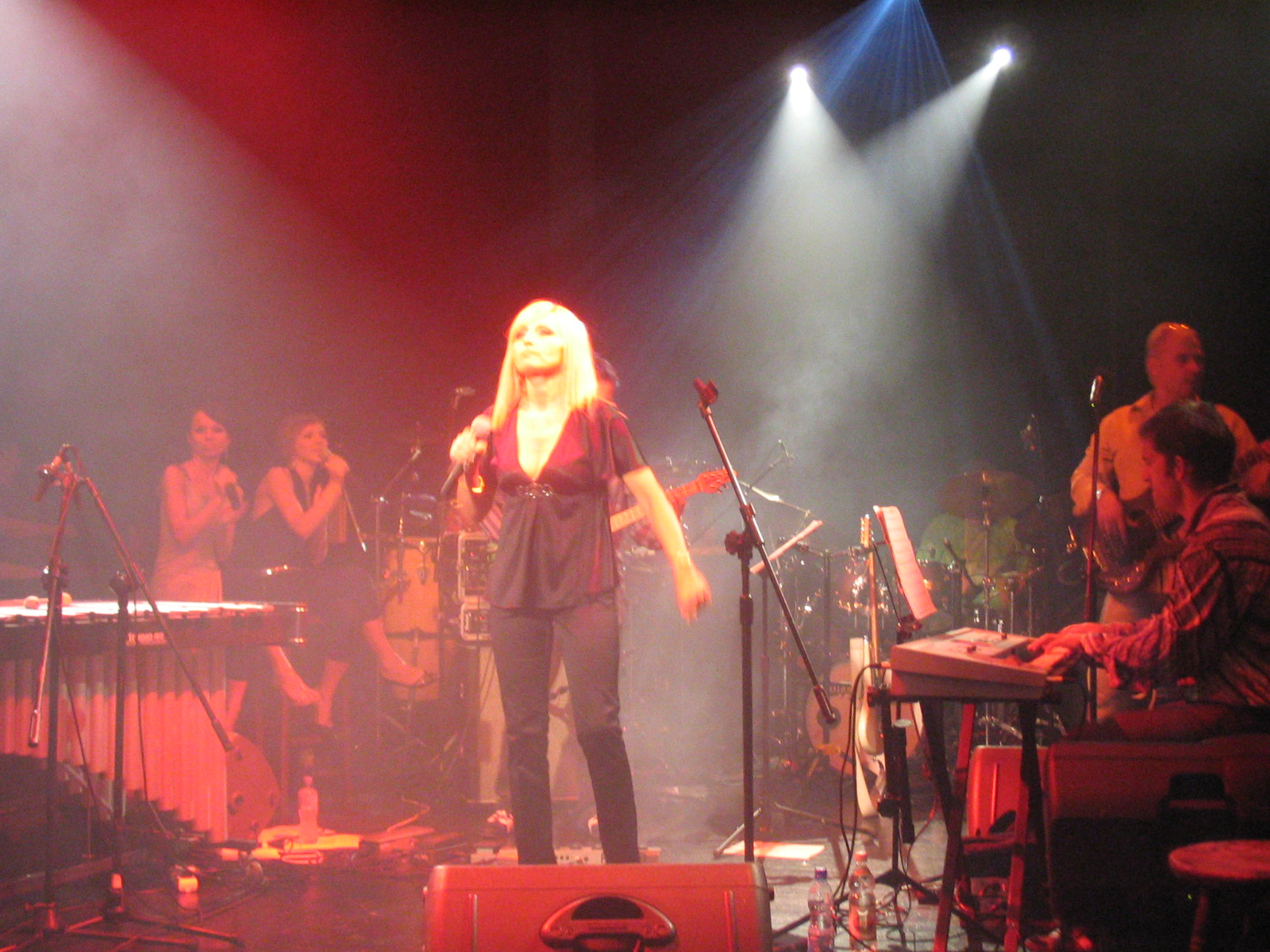
Renata Świerczyńska z zespołem Charming Beauties

Renata Świerczyńska – polska piosenkarka, wokalistka zespołu Charming Beauties. Absolwentka klasy klawesynu średniej Szkoły Muzycznej w Krakowie. Laureatka Festiwali Piosenki w Opolu i w Toruniu. Profesjonalną karierę rozpoczęła w zespole Maryli Rodowicz oraz w poznańskim zespole wokalnym S-26 przy orkiestrze Zbigniewa Górnego. Z zespołem Marcus zdobyła nagrodę w Koncercie Premier w Opolu, co zaowocowało nagraniami dla Polskiego Radia. Śpiewała również jazz z zespołami Old Metropolitan Jazz, Beale Street Band, Boba Band i Jazz Band Ball Orchestra. Z zespołem Mr. Bober's Friends wystąpiła na Festiwalu Jazz Jamboree.
W 1992 rozpoczęła współpracę z Jackiem Chruścińskim w zespole Charming Beauties, rejestrując płytę „Womanizer”. Od początku roku 2007 ponownie występuje i nagrywa z tym zespołem.
Występowała także w kabarecie Jana Pietrzaka „Pod Egidą”, a z Leopoldem Kozłowskim nagrała płytę „Leopold Kozłowski ostatni klezmer Galicji - The Last Klezmer of Galicia” - album pieśni żydowskich z tekstami Jacka Cygana, która osiągnęła status złotej płyty.